# Dinagapostemon mexicanus
Dinagapostemon mexicanus är en biart som beskrevs av Roberts och Brooks 1987. Dinagapostemon mexicanus ingår i släktet Dinagapostemon och familjen vägbin. Inga underarter finns listade i Catalogue of Life.